# خانواده اجزاجی‌باشی
خانواده اجزاجی‌باشی (به ترکی استانبولی: Eczabaşı family) خانواده اهل ترکیه فعال در تجارت و کارآفرینی می‌باشند، که در حال حاضر پس از خانواده کوچ و خانواده سابانجی، به‌عنوان سومین خانواده ثروتمند ترک، شناخته می‌شوند.
خانواده اجزاجی‌باشی توسط داروساز ترک؛ سلیمان اجزاجی‌باشی و فرزندش دکتر نجات اجزاجی‌باشی پایه‌گذاری شد و امروزه نسل سوم از این خانواده، (فرزندان و نوادگان نجات) بولنت اجزاجی‌باشی، شاکر و فاروغ، کنترل شرکت‌ها و دارایی‌های خانواده اجزاجی‌باشی را برعهده دارند.
این خانواده از طریق شرکت اجزاجی‌باشی هولدینگ، مالکیت چندین شرکت تابعه و زیرمجموعه را، در اختیار دارد. مجله فوربز در سال ۲۰۰۶ دو عضو از این خانواده که ثروتی بالاتر از یک میلیارد دلار دارند را در فهرست ثروتمندترین افراد جهان، رتبه‌بندی کرده است، که در سال ۲۰۱۳ نجات اجزاجی‌باشی با ۱٫۷ میلیارد دلار در رتبه ۸۸۲ و فاروغ اجزاجی‌باشی با ۱٫۵ میلیارد دلار در رتبه ۸۸۳ قرار گرفتند.